# جون لي كولتر
جون لي كولتر (بالإنجليزية: John Lee Coulter)‏ هو اقتصادي أمريكي، ولد في 16 أبريل 1881 في إيست غراند فوركس في الولايات المتحدة، وتوفي في 16 أبريل 1959 في واشنطن العاصمة في الولايات المتحدة.